# لابوبو
لابوبو أو لَبوبو (بالصينية: 拉布布) هي علامة تجارية لألعاب وحوش ألف محشوة، ابتكرها الفنان كاسِنغ لونغ المتحدر من هونغ كونغ. تتميز هذه الألعاب بشخصيات منمقة ذات تعابير وجه مبالغ فيها وملامح حيوانية. لابوبو يُصوَّر بأسنان حادة وآذان كبيرة ومظهر أشعث وغالبًا ما تظهر معه شخصيات أخرى بنفس الأسلوب.
تسوق وتباع حصريًا في متجر التجزئة بوب مارت الصيني. لابوبو هو أيضًا اسم الشخصية الرئيسية في سلسة الدمى. كما يُصدر بوب مارت شخصيات لابوبو بوجه أساسي في صناديق مغلقة تُخفي الشخصية بداخلها وهي طريقة تُعرف باسم التغليف بالصناديق العمياء. وبمرور الوقت توسعت السلسلة لتشمل إصدارات مختلفة من لابوبو وشخصيات أخرى ذات صلة، غالبًا ما تُصدر بكميات محدودة أو كجزء من مجموعات ذات طابع خاص.

## التاريخ
صممها كاسينغ لونغ، وهو فنان من هونغ كونغ نشأ في هولندا. كانت لابوبو جزءًا من سلسلة قصص لونغ "الوحوش"، والتي تأثرت بالفولكلور الشمالي، والأساطير التي استمتع بها في طفولته.
كشف عن تصميم لابوبو أول مرة في عام 2015، مع تماثيل "وحوش" التي أنتجتها شركة هاو2وورك، اكتسبت اللعبة شهرة أوسع في عام 2019 بعد تعاونها مع بوب مارت. عززت هذه الشراكة شعبية لابوبو بين هواة تجميع الدمى.
بحلول عام 2025 أصدرت لابوبو أكثر من 300 تمثال لابوبو مختلف تتراوح في الحجم والسعر من 15 دولارًا ثمانية-سنتيمتر (3 بوصة) شخصية الفينيل إلى 960 دولارًا لشخصية بطول 79-سنتيمتر (31 بوصة) طبعة "ضخمة". وفي يونيو بُني برج 1.2-متر-tall (4 قدم) وبيع لابوبو باللون الأخضر النعناعي مقابل 170.000 دولار في أول مزاد رسمي لـ لابوبو أقيم في بكين. ومن المقرر بث نسخة أنمي مقتبسة (من المقرر بثها على 156 حلقة مدة كل منها من 4 إلى 5 دقائق في فترة زمنية مدتها 7 دقائق) في منتصف عام 2025.
أدت حصة الرئيس التنفيذي لشركة بوب مارت وانج نينغ البالغة 48.73% في الشركة إلى جمع 21.1 مليار دولار أمريكي مليار دولار (اعتبارًا من 7 يوليو 2025، ارتفاعًا من 1.8 مليار دولار) مليار دولار في عام 2024، مما يجعله أصغر عضو في قائمة العشرة المليارديرات في الصين.

## التصميم

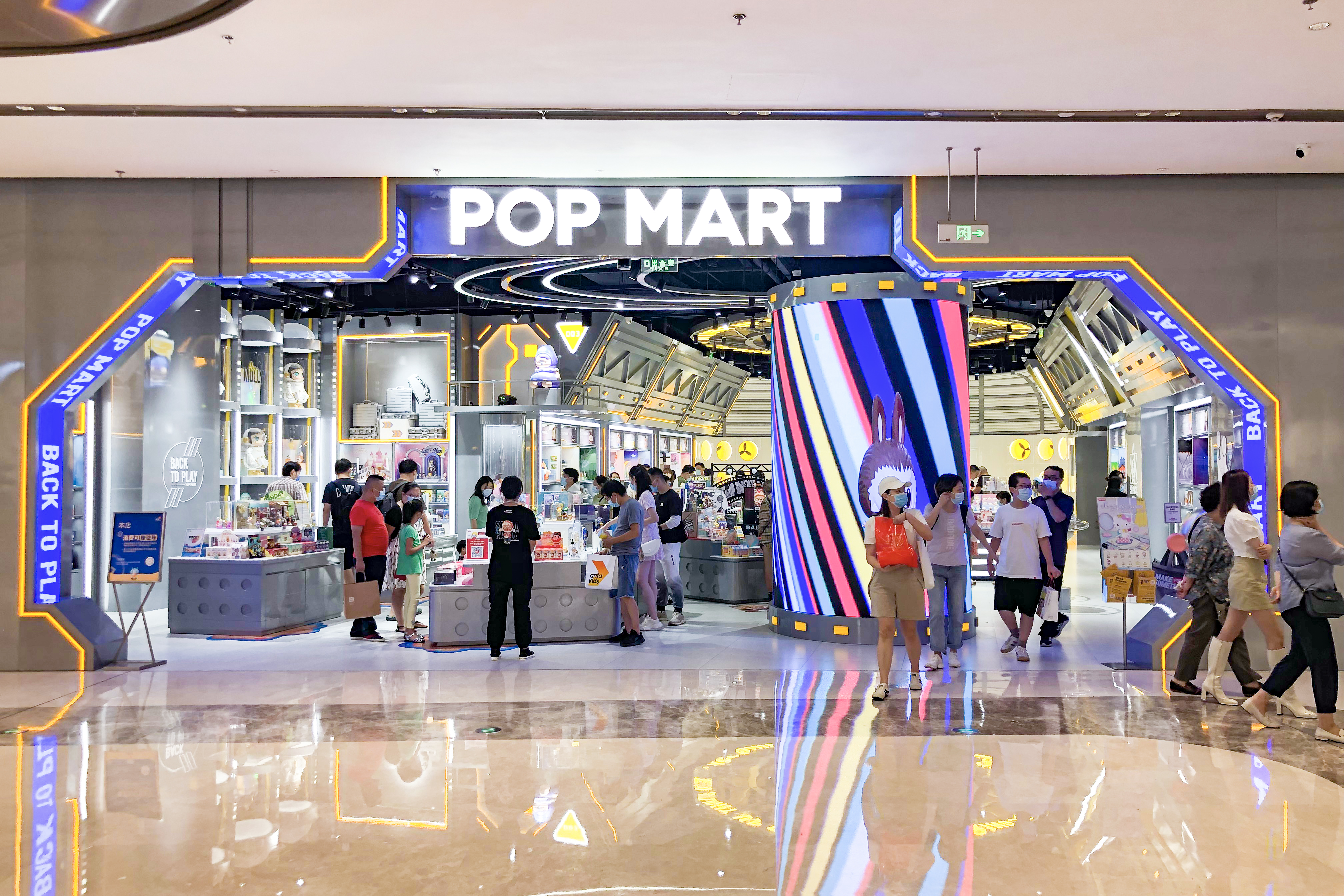
تباع دمى لابوبو من قبل بوب مارت منذ عام 2019.

يُوصف لابوبو بأنه يتمتع بمظهر مرح ولكنه شرس قليلاً، ويتميز بأجسام مستديرة مغطاة بالفرو، وعيون واسعة، وآذان مدببة، وتسعة أسنان حادة تشكل ابتسامة شريرة. وبصرف النظر عن لابوبو نفسه، تنتمي شخصيات دمى أخرى أيضًا إلى "قبيلة" تسمى "الوحوش"، بما في ذلك الشخصيات موكوكو، وباتو، وسبوكي، وتيكوكو (صديق لابوبو الذي يشبه الهيكل العظمي)، وزيمومو (زعيم الوحوش، ذو الذيل المدبب). أنتجت الدمى بمجموعة متنوعة من المظاهر.
تعاونت بوب مارت مع العديد من العلامات التجارية، حيث أنتجت سلسلة من الصناديق العمياء الشتوية ذات طابع كوكاكولا مكونة من أحد عشر لابوبو في أواخر عام 2024، وسلسلة مكون من 13 دمية من الوحوش أعيد تصورها بشخصيات من مانغا وأنمي ون بيس في أوائل عام 2025. أصدرت شخصيات أخرى حصريًا في متاحف مختلفة، مثل سلسلة "مهمة لابوبو الفنية" التي بيعت في متجر بوب مارت في متحف اللوفر في باريس.

### الصناديق العمياء
تستخدم العلامة التجارية آلية تسويقية تتشابه مع المقامرة - نموذج مبيعات الصندوق الأعمى. غالبًا ما تُباع شخصيات لابوبو في صناديق مغلقة، مجمعة في صفوص، تحتوي على لعبة مختارة عشوائيًا من تلك السلسلة. غالبًا ما تحتوي السلسلة على شخصية "سرية" نادرة بالإضافة إلى التصميمات المعلن عنها.

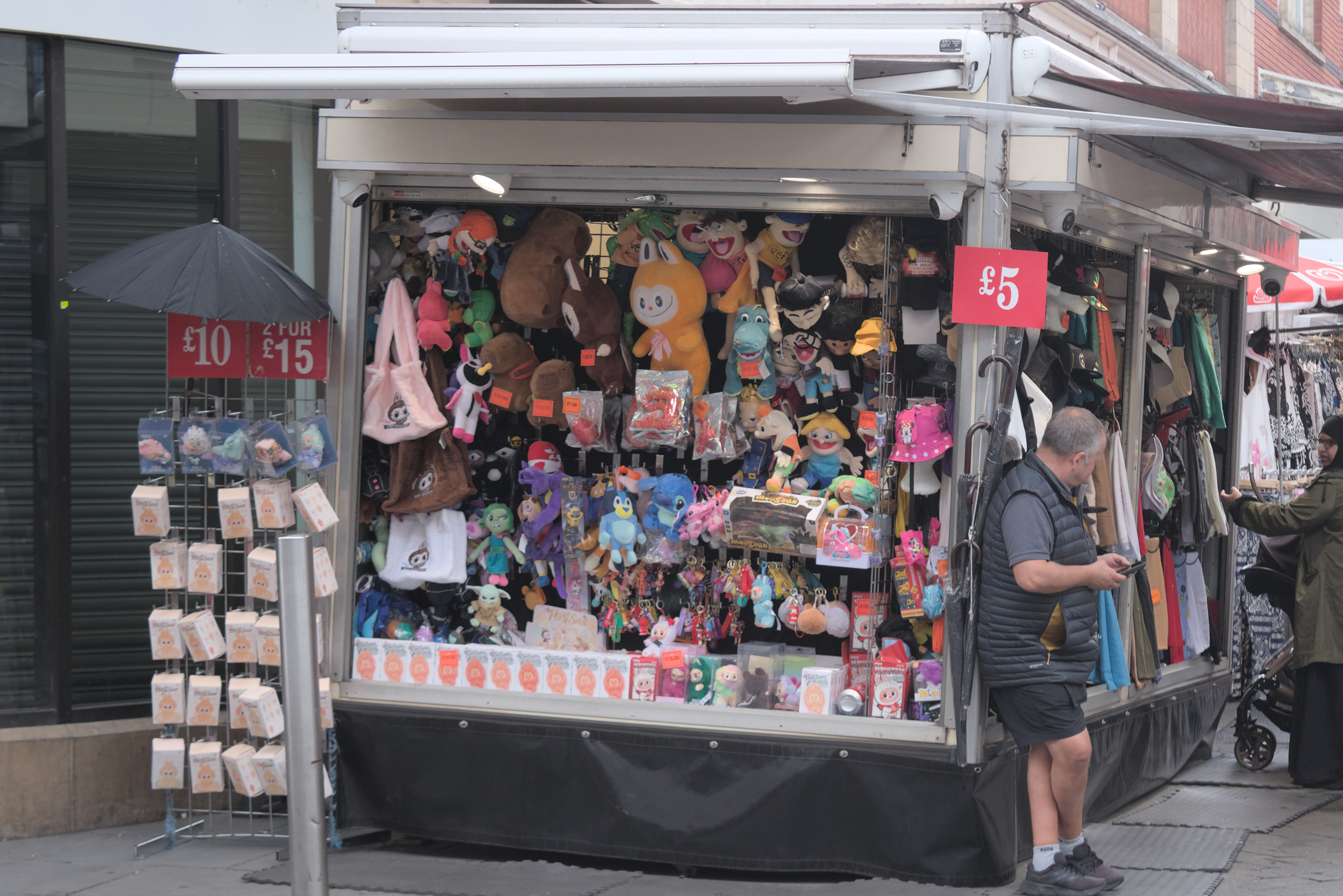
كشك في نوتنغهام يبيع ألعاب لابوبو من بين العلامات التجارية الأخرى

## الاستقبال
اكتسبت اللعبة اهتمامًا واسع النطاق في أبريل 2024 بعد أن شوهدت ليسا، عضوة فرقة الكيبوب بلاكبينك، وهي تحمل سلسلة مفاتيح لابوبو على حقيبتها. أثار هذا اتجاهًا ساهم بسرعة في انشارها المتزايد في تايلاند وأجزاء أخرى من جنوب شرق وشرق آسيا. كما تلقت لابوبو تأييدًا من المشاهير مثل ريهانا وشير واستخدموها في الجهود الترويجية لأفلام غير ذات صلة مع تفاعل ممثلين مثل خافيير بارديم مع الألعاب كجزء من الحملات التسويقية.
ذكر التقرير المؤقت لشركة بوب مارت لعام 2024 والذي صدر في 20 أغسطس أن خط الإنتاج حقق مبيعات بقيمة 6.3 مليار يوان صيني (حوالي 870 مليون دولار أمريكي) في النصف الأول من العام.
في عام 2025 كتبت ليزا كورسيلو من 'نيويورك أن "جاذبية اللعبة مدفوعة بجمال يصعب تفسيره - فهي قبيحة نوعًا ما ولكنها قابلة للعناق بابتسامة شيطانية - بالإضافة إلى المفاجأة والندرة". وكتبت كورسيلو أيضًا أنه مثل جيليكات فإن لابوبس يطمس "الخط الفاصل بين الألعاب والأزياء".
كان الطلب على لابوبس مرتفعًا بما يكفي لتعطيل الموقع الإلكتروني مرة واحدة على الأقل. ونظرًا لشعبية العلامة التجارية ظهرت نسخ مقلدة تُعرف أحيانًا باسم "لافوبوس" في السوق. كما تتوفر إكسسوارات مقلدة للشراء عبر الإنترنت. وقد أفادت التقارير أن بعض هواة الجمع أبدوا اهتمامًا بهذه المنتجات المقلدة نظرًا لتصاميمها غير التقليدية.
في مايو 2025 أعلنت شركة بوب مارت أنها أوقفت بيع اللابوبوس في جميع متاجرها الستة عشر في المملكة المتحدة حتى يونيو "لمنع أي مشاكل أمنية محتملة" بعد تقارير متعددة عن تناحر العملاء عليها.
اقترح مجلس الاتحاد الروسي حظر بيع دمى لابوبوس. وكان السبب "مظهرها المخيف" وضررها المحتمل على الصحة النفسية للأطفال. وفي روسيا صرّحت إيكاترينا ألتاباييفا -نائبة رئيس لجنة العلوم والتعليم والثقافة- بأن هذه الدمى تُثير خوف الأطفال. ودعت هيئة حماية حقوق الملكية الفكرية (روسبوتريبنادزور) وهيئة حماية المستهلك (روسوبرنادزور) إلى النظر في حظرها. وأفادت تاتيانا بوتسكايا -النائبة الأولى لرئيس لجنة حماية الأسرة في مجلس الدوما- بأن دمى لابوبوس تُباع في روسيا في انتهاك للوائح. وأوضحت أن الألعاب لا تحمل أي كلمة روسية وأن العلامة التجارية لا تشير إلى أنها صُنعت في روسيا.
في يوليو/تموز عام 2025 أعلنت السلطات في إقليم كردستان العراق حظر بيع الدمية بسبب مزاعم تسببها في مشاكل سلوكية لدى الأطفال. كما صادرت السلطات ما لا يقل عن 4000 دمية في منطقة أربيل بعد تقارير إعلامية أفادت باحتوائها أيضًا على "أرواح شيطانية".
في نفس التاريخ أشارت صحيفة نيويورك تايمز إلى الانتشار الثقافي الواسع لألعاب لابوبو ووصفتها بأنها "وحوش فروية جذابة ذات أسنان حادة" وقارنت جاذبيتها اللطيفة والفوضوية بشخصيات أفلام شهيرة مثل ستيتش (ليلو وستيتش) وتوثليس (كيف تدرب تنينك). وأشاد المقال بتأثير لابوبو على زيادة عدد الشخصيات الجانبية اللطيفة في أفلام الاستوديوهات الكبرى هذا الموسم.

## الحكايات

### التمائم التايلاندية
في عام 2024 وبسبب الشعبية الكبيرة التي اكتسبها لابوبو في تايلاند بدأ العديد من التايلانديين يعتقدون أن صورته تجلب الثروة والحظ السعيد. ونتيجةً لذلك صُنعت منه تمائم بوذية ووشوم مقدسة.

### الترويج السياسي
في سبتمبر 2024 أقام فريق حزب العمل الشعبي (بيه إيه بيه) في سينغكانغ بسنغافورة فعالية توزيع بقالة لكبار السن في كومباسفيل كريسنت بسينغكانغ. وخلال الفعالية قدمت سلسلة مفاتيح لابوبو المحشوة بقميص أبيض يحمل شعار الحزب. ونشر لام بين مين -رئيس فرع الحزب في سينغكانغ الغربية- صورًا على مواقع التواصل الاجتماعي للدمية المشاركة في الفعالية واصفًا إياها بأنها "أحدث وألطف متطوعة في الفريق". وظهرت الدمية في الصورة الرسمية للفريق ثم في فيديو لاحق على تيك توك.

### مهرجان آلهة الأباطرة التسعة
في أكتوبر 2024 وخلال مهرجان آلهة الأباطرة التسعة قدّم معبد لينغ ليان باو ديان في سنغافورة لأول مرة ألعابًا قابلة للتحصيل وذلك في محاولة لجذب الأجيال الشابة إلى الممارسات الدينية التقليدية. وارتدت أربعة تماثيل صغيرة لـ"لابوبو" ملابس المصلين بملابس بيضاء وقبعات بيضاء وأحزمة صفراء وشاركت في الاحتفالات. وقد أثارت هذه الخطوة اهتمام واسع ونقاش شاسع على وسائل التواصل الاجتماعي. وبينما أشاد البعض بالفكرة ووصفها بأنها جذابة ومبتكرة ثقافيًا تساءل آخرون عما إذا كانت تُسيء إلى الآلهة. وأوضح المعبد أن الألعاب كانت مجرد "مصلين" ولم تُقدَّم كقرابين وعلى هذا لم يكن هناك أي قصد لإهانة الآلهة. وحظيت مقاطع فيديو للحدث بمتابعة واسعة على وسائل التواصل الاجتماعي مما جذب العديد من الشباب إلى المعبد لمشاهدة التماثيل بأنفسهم.

## النقد

### المخاوف النفسية والمحظورات
في عام 2025 اقترح أعضاء مجلس الاتحاد الروسي ومن بينهم إيكاترينا ألتاباييفا وتاتيانا بوتسكايا حظر دمى لابوبو. وأشاروا إلى "مظهرها المرعب" وتأثيرها السلبي المحتمل على الصحة النفسية للأطفال بالإضافة إلى عدم وجود ملصقات باللغة الروسية على العبوات. وبالمثل صادرت السلطات في إقليم كردستان العراق أكثر من 4000 دمية لابوبو وفرضت حظرًا زاعمةً أن اللعبة قد تؤثر على سلوك الأطفال وتجذب "الأرواح الشيطانية". إلا أنه لم يُقدم أي دليل علمي يدعم هذه الادعاءات.

### نظريات المؤامرة الشيطانية
ارتبط لابوبو بنظريات المؤامرة التي تربطه بالشيطان الرافديني القديم بازوزو ويرجع ذلك في المقام الأول إلى ابتسامته الحادة وجمالياته الغريبة. كما اكتسبت هذه النظريات شعبية على منصات مثل تيك توك وريديت حيث ادعى بعض المستخدمين تجارب خارقة للطبيعة وحتى تدمير دماهم في الأماكن العامة. كما أعربت الممثلة الباكستانية ميشي خان عن قلقها محذرة من أن الدمى قد تجذب طاقة روحية سلبية أو الجن. ومع ذلك رفض المصممون والمحللون الثقافيون هذه الادعاءات مشيرين إلى أن الشخصية مستوحاة من الفولكلور الأوروبي ولا تحتوي على رمزية غامضة.

### انتقادات التسويق والإفراط في الاستهلاك
يُباع لابوبو باستخدام نموذج الصندوق الأعمى الذي انتُقد لتشجيعه الاستهلاك المفرط والاعتماد العاطفي عن طريق الندرة المصطنعة. يجادل النقاد بأن هذا النهج يؤدي إلى هوس جمع الأشياء والاستغلال المالي والترويج للقيم المادية. كما أشارت بعض المقالات الافتتاحية إلى ثقافة المعجبين المحيطة بلابوبو على أنها انعكاس لعبادة المستهلك المعاصر.

### المنتجات المقلدة ومخاوف الجودة
أدت شعبية لابوبو إلى انتشار التزوير على نطاق واسع. وبيعت الدمى المقلدة التي تُسمى غالبًا "لافوفو" عالميًا مما دفع بوب مارت إلى اتخاذ إجراءات قانونية، بما في ذلك رفع دعوى قضائية ضد 7-إليفن في كاليفورنيا لبيعها نسخًا مقلدة شبه متطابقة.